# Cofradía del Amparo (Cáceres)
La Cofradía Penitencial del Santísimo Cristo del Amparo es una cofradía de la Semana Santa de Cáceres, en Extremadura; fundada originalmente en 1989. Su sede canónica es la Ermita del Amparo, perteneciente a la Iglesia de San Mateo de Cáceres . Procesiona el Martes Santo.

## Historia de la Cofradía
En 1989 un grupo de jóvenes proponen realizar una cofradía que rindiera culto a la imagen del Santísimo Cristo del Amparo, imagen de un nazareno del siglo XVII de estilo barroco castellano.
El 28 de abril de 1989 se reúnen con la Cofradía de Nuestra Señora de la Soledad y Santo Entierro, propietaria de la Imagen del Santo Cristo del Amparo, para estudiar su cesión y dar permiso a las recién creada comisión sobre el Santo Cristo, siendo así que la Cofradía del Amparo se haría cargado de la restauración, conservación y procesión de la imagen.
La petición es favorable y la cofradía le otorga permisos sobre la imagen y su ermita, la cual fundó y amplió el licenciado Diego Durán de Figueroa, el cual a su muerte le dejó los derechos a la Cofradía de la Soledad.
El 7 de julio de 1989 se realiza la junta gestora de la cofradía y aprobándolas oficialmente el Obispo se erige la Cofradía Penitencial del Santísimo Cristo del Amparo.
El 26 de enero de 1990 por propuesta del Director Espiritual la cofradía instaura el rezo de las Siete Palabras en su estación de penitencia, ese mismo mes el 13 de enero se lleva a cabo la primera restauración integral de la imagen del Santo Cristo por Góticos Restauración.
El 20 de abril de 1994 la cofradía instaura una tradición, el recibimiento a la Real Cofradía de la Virgen de la Montaña, patrona de la ciudad, con una ofrenda floral.
El 21 de junio de 1994 se le hace entrega a las hermanas del Convento de Santa Clara de la túnica original del Santo Cristo para su custodia.
El Santo Cristo del Amparo sale en procesión cada Martes Santo a las 23:00 h, su bajada desde la Carretera de la Montaña hasta San Mateo es acompañado únicamente por un timbal destemplado que anuncia la procesión. El silencio de la noche solo es roto por el crujir de las horquillas, las saetas y el rezo de las Siete Palabras.
La imagen procesiona en un paso de madera con carteleras pintadas representando las estaciones del Vía Crucis y su exorno floral es de flores silvestres del campo recogidas previamente en la mañana del Martes Santo.
El primer recorrido de la cofradía del Santísimo Cristo del Amparo es el siguiente: Ermita del Amparo, Fuente del Concejo, Calle de caleros, Plaza de Santiago, Plaza Mayor, Plaza de Santa María, Plaza de San Jorge, Cuesta de Aldana y San Mateo.
Suprimiendo la Plaza Mayor desde el 3 de enero de 1992 y sustituyendo la cuesta de Aldana por los Adarves, quedando el siguiente recorrido hasta la actualidad:
Ermita del Amparo, bajada a Fuente Concejo, Caleros, Plaza de Santiago, Godoy, Cuesta del Socorro, Tiendas, Plaza de Santa María, Arco de la Estrella, Adarves de la Estrella, de Santa Ana, del Padre Rosalío, de la Puerta de Mérida, Ancha y Templo Parroquial de San Mateo, donde se recogerá
La cofradía antes de salir de su ermita realiza una promesa de silencio, primero los hermanos de carga y luego los de escolta, voto que no se romperá hasta San Mateo cuando así lo determine el director espiritual.

## Imaginería de la Cofradía

### Santo Cristo del Amparo
El Santo Nazareno del Amparo es una imagen anónima del del siglo XVII, año 1671 de estilo barroco castellano era originalmente un busto traído por  por el licenciado y escribano Diego Durán de Figueroa para ponerla en el humilladero que la Cofradía de la Soledad tiene en el camino del calvario.
Parece ser que fue traído de algún taller salmantino.
Es una imagen de candelero con manos y pies unidos a un cuerpo tosco y sin tallar, esto cambia en la restauración del 2005 donde se realiza un torso anatómico con brazos y piernas quedando así como una imagen de cuerpo entero, este trabajo fue realizado por el imaginero F. Fernández de Cáceres
La imagen del Santo Cristo presenta a Jesús caminando hacia el Gólgota con una cruz arbórea en su hombro izquierdo, sus facciones son serenas mirando hacia la derecha.

## Procesión
La cofradía realiza estación de penitencia en la noche del Martes Santo, y presenta un cortejo solemne y sobrio. Abre la procesión un crucificado del SXVI como cruz guía. Tras el, los estandartes de la cofradía, la unión, cruces de penitentes, libro de reglas, flagelo, corona de espinas y tambor destemplado. Destaca también la presencia de otras cruces que la cofradía ha ido empleando a lo largo del tiempo.

#### Hábito
Para el hermano de carga: Túnica negra, cíngulo franciscano de  esparto, capa color púrpura con el emblema de la cofradía en el hombro izquierdo, verduguillo, guantes, zapatos y calcetines negros. 
Para el hermano de escolta: Túnica negra, cíngulo franciscano de  esparto, capa color púrpura con el emblema de la cofradía en el hombro izquierdo, capuchón, guantes, zapatos y calcetines negros. 

#### Paso
- Santísimo Cristo del Amparo

#### Itinerario
Ermita del Amparo, Crta. de la Montaña, Fuente Concejo, Caleros, plaza de Santiago, Godoy, plaza del Socorro, Tiendas, plaza de Santa María, Adarves de la Estrella, de Santa Ana, del Padre Rosalío, de la Puerta de Mérida, Puerta de Mérida, Ancha e Iglesia de San Mateo.

#### Acompañamiento musical
Timbal destemplado. Durante la procesión se lee el sermón de las siete palabras.

## Celebraciones y cultos
En cuanto a las celebraciones cultuales que organiza la Cofradía.
- Triduo en honor al Santo Cristo del Amparo, se realiza en los 3 primeros días de Cuaresma siendo el último el Besapié a la santa imagen.
- Proclamación de las Siete Palabras de Cristo
- Ofrenda floral a la Virgen de la Montaña